# 加地亮
加地亮（1980年1月13日—），已退役日本足球運動員，司職右後衛，前日本國家足球隊成員。

## 俱樂部生涯
出道于大阪樱花，2006年开始加地亮在大阪飞脚效力9个赛季，随队夺得2014年日职联赛冠军。
2013年3月4日，大阪飞脚与大阪学院大学进行了一场练习赛，冬训期间负伤的加地亮替补出场30分钟，这是球队右后卫1个半月以来首次参赛。
2014年6月，美国职业足球大联盟球队美国芝华士官方网站24日消息，球队官方宣布日本后卫加地亮正式加盟。
加地亮上赛季中段自大阪飞脚加盟美国芝华士，常规赛出赛15场。但俱乐部由于经营不好解散，球员重新参加选秀，加地亮在分配选秀中落选。
日乙联赛球队冈山绿雉官方宣布，球队后卫、前日本国脚加地亮退役。
加地亮在日职联赛中一共出场过300次，打进了3球；在日乙联赛中出场了199次，打进了4球；日职联赛职业生涯共出场574次，打进了8球。

## 國家隊生涯
自从2003年开始入选日本国家足球队，德国世界杯预选赛的12场中，加地亮参加了11场。他在1999年世青赛帮助日本队获得银牌，还参加了2004年亚洲杯和2005年联合会杯。
日本队主教练济科决定，在周一对阵澳洲的第一仗中，不会安排受伤的主力右后卫加地亮上场。但是这位来自大阪飞腳的球员可能会在第二场对克罗地亚的比赛中复出。

## 外部連結
- 【ワールドカップイヤー特別コラム:加地亮 (G大阪)】結果はピッチで…。ジーコ監督の信頼も厚い右サイドのスペシャリスト。 - J's GOAL (2006年6月18日)
- 【NON STOP J2】-J2のススメ- 加地亮（G大阪）:右サイドで放つ、変わらない輝き。 - J's GOAL (2013年6月10日)
- ガンぴあ SEASON Ⅰ第11回 - ぴあ関西版WEB (2009年9月11日)
- 同 第12回 (2009年9月25日)
- ガンぴあ SEASON Ⅳ 第15回（页面存档备份，存于） (2012年10月26日)
- 同 第16回（页面存档备份，存于） (2012年11月6日)
- 有名人スポーツワンポイント講座（页面存档备份，存于） - JS日本の学校 (2010年4月)
- なぜ加地亮は代表を引退したのか? 消えぬ情熱とブラジルW杯への夢。(1/3)（页面存档备份，存于） , (2/3)（页面存档备份，存于） , (3/3)（页面存档备份，存于） - Sports Graphic Number Web (2010年5月17日)
- 「30歳まではサッカーが嫌いだった」元日本代表・加地亮、新天地での今 (1/3)（页面存档备份，存于） , (2/3)（页面存档备份，存于） , (3/3)（页面存档备份，存于） - Sports Graphic Number Web (2014年11月13日)
- 日本職業足球聯賽中的加地亮 （日語）
- 加地亮 – FIFA國際賽競賽紀錄 (存檔)（英文）
- Soccerway資料庫：加地亮 （英文）
- fussballdaten.de：加地亮之統計數據 （德文）
- プロフィール (2005年版)，存于 - FC東京
- プロフィール (2008年版)（页面存档备份，存于） - 日本サッカー協会
- プロフィール（页面存档备份，存于） - メジャーリーグサッカー（英文）
- プロフィール（页面存档备份，存于） - ファジアーノ岡山
- 加地亮的X（前Twitter）